# París-Niza 1992
La París-Niza 1992 fue la edición número 50 de la carrera, que estuvo compuesta de ocho etapas y un prólogo disputados del 8 al 15 de marzo de 1992. Los ciclistas completaron un recorrido de 1.110 km con salida en Fontenay-sous-Bois y llegada a Col d'Èze, en Francia. La carrera fue vencida por el francés Jean-François Bernard, que fue acompañado en el podio por el suizo Tony Rominger y el español Miguel Induráin.

## Resultados de las etapas
| Etapa                  | Fecha       | Recorrido                         | km      | Ganador               | Líder                 |
| ---------------------- | ----------- | --------------------------------- | ------- | --------------------- | --------------------- |
| Prólogo                | 8 de marzo  | Fontenay-sous-Bois (CRI)          | 5.7 km  | Tony Rominger         | Tony Rominger         |
| 1.ª etapa              | 9 de marzo  | Gien-Nevers                       | 180 km  | Mario Cipollini       | Tony Rominger         |
| 2.ª etapa              | 10 de marzo | Nevers-Roanne                     | 176 km  | Mario Cipollini       | Tony Rominger         |
| 3.ª etapa              | 11 de marzo | Saint-Étienne-Saint-Étienne (CRE) | 26.5 km | Ariostea              | Miguel Induráin       |
| 4.ª etapa              | 12 de marzo | Miramas-Marsella                  | 176 km  | Mario Cipollini       | Miguel Induráin       |
| 5.ª etapa              | 13 de marzo | Marsella-Mont Faron               | 187 km  | Tony Rominger         | Jean-François Bernard |
| 6.ª etapa              | 14 de marzo | Toulon-Mandelieu-la-Napoule       | 180 km  | Stéphane Heulot       | Jean-François Bernard |
| 7.ª etapa, 1.er sector | 15 de marzo | Mandelieu-la-Napoule -Niza        | 105 km  | Adriano Baffi         | Jean-François Bernard |
| 7.ª etapa, 2.º sector  | 15 de marzo | Niza-Col d'Èze (CRI)              | 12 km   | Jean-François Bernard | Jean-François Bernard |

## Etapas

### Prólogo
8-03-1992. Fontenay-sous-Bois, 5.7 km. CRI
|   | Ciclista        | Equipo        | Tiempo |
| - | --------------- | ------------- | ------ |
| 1 | Tony Rominger   | CLAS-Cajastur | 6' 45" |
| 2 | Miguel Induráin | Banesto       | + 6"   |
| 3 | Jesús Montoya   | Amaya Seguros | m. t.  |

### 1.ª etapa
9-03-1992. Gien-Nevers, 180 km.
|   | Ciclista           | Equipo           | Tiempo     |
| - | ------------------ | ---------------- | ---------- |
| 1 | Mario Cipollini    | GB-MG Maglificio | 4h 06' 20" |
| 2 | Wiebren Veenstra   | Buckler          | m. t.      |
| 3 | Frédéric Moncassin | Castorama        | m. t.      |

### 2.ª etapa
10-03-1992. Nevers-Roanne 176 km.
|   | Ciclista        | Equipo           | Tiempo     |
| - | --------------- | ---------------- | ---------- |
| 1 | Mario Cipollini | GB-MG Maglificio | 4h 30' 02" |
| 2 | Johan Capiot    | TVM-Sanyo        | m. t.      |
| 3 | Michel Zanoli   | Motorola         | m. t.      |

### 3.ª etapa
11-03-1992. Saint-Étienne-Saint-Étienne 26.5 km. CRE
|   | Equipo   | Tiempo  |
| - | -------- | ------- |
| 1 | Ariostea | 32' 39" |
| 2 | Banesto  | + 4"    |
| 3 | R.M.O.   | + 9"    |

### 4.ª etapa
12-03-1992. Miramas-Marsella, 223 km.
|   | Ciclista         | Equipo           | Tiempo     |
| - | ---------------- | ---------------- | ---------- |
| 1 | Mario Cipollini  | GB-MG Maglificio | 4h 06' 20" |
| 2 | Wiebren Veenstra | Buckler          | m. t.      |
| 3 | Johan Museeuw    | Lotto            | m. t.      |

### 5.ª etapa
13-03-1992. Marsella-Mont Faron, 187 km.
|   | Ciclista              | Equipo        | Tiempo     |
| - | --------------------- | ------------- | ---------- |
| 1 | Tony Rominger         | CLAS-Cajastur | 4h 43' 06" |
| 2 | Jean-François Bernard | Banesto       | + 14"      |
| 3 | Jesús Montoya         | Amaya Seguros | + 17"      |

### 6.ª etapa
14-03-1992. Toulon-Mandelieu-la-Napoule, 180 km.
Llegada situada en el Col del Grand Duc.
|   | Ciclista        | Equipo        | Tiempo     |
| - | --------------- | ------------- | ---------- |
| 1 | Stéphane Heulot | R.M.O.        | 4h 39' 38" |
| 2 | Eddy Schurer    | TVM-Sanyo     | + 27"      |
| 3 | Jesús Montoya   | Amaya Seguros | + 48"      |

### 7.ª etapa,1.ersector
15-03-1992. Mandelieu-la-Napoule-Niza, 108 km.
|   | Ciclista            | Equipo   | Tiempo     |
| - | ------------------- | -------- | ---------- |
| 1 | Adriano Baffi       | Ariostea | 2h 24' 21" |
| 2 | Jean-Claude Colotti | Z        | m. t.      |
| 3 | Phil Anderson       | Motorola | m. t.      |

### 7.ª etapa, 2.º sector
15-03-1992. Niza-Col d'Èze, 12 km. CRI
|   | Ciclista              | Equipo        | Tiempo  |
| - | --------------------- | ------------- | ------- |
| 1 | Jean-François Bernard | Banesto       | 22' 15" |
| 2 | Tony Rominger         | CLAS-Cajastur | + 23"   |
| 3 | Christophe Manin      | R.M.O.        | + 57"   |

## Clasificaciones finales

### Clasificación general
| Pos. | Ciclista              | Equipo        | Tiempo      |
| ---- | --------------------- | ------------- | ----------- |
|      | Jean-François Bernard | Banesto       | 25h 27' 57" |
| 2    | Tony Rominger         | CLAS-Cajastur | + 34"       |
| 3    | Miguel Induráin       | Banesto       | + 1' 17"    |
| 4    | Jesús Montoya         | Amaya Seguros | + 1' 46"    |
| 5    | Christophe Manin      | R.M.O.        | + 2' 14"    |
| 6    | Rolf Gölz             | Ariostea      | + 2' 38"    |
| 7    | Jérôme Simon          | Z             | + 3' 14"    |
| 8    | Julián Gorospe        | Banesto       | + 3' 17"    |
| 9    | Óscar Vargas          | Amaya Seguros | + 3' 24"    |
| 10   | Charly Mottet         | R.M.O.        | + 3' 29"    |